# Love in Exile
Love in Exile is een Britse dramafilm uit 1936 onder regie van Alfred L. Werker. Destijds werd de film in Nederland uitgebracht onder de titel Een koning op non-actief.

## Verhaal
Wanneer een koning onverwachts aftreedt, denken zijn onderdanen dat hij dat doet uit liefde voor een vrouw. In werkelijkheid is hij terzijde geschoven door inhalige zakenlieden, die hun eigen stroman willen kronen. De koning brengt zijn ballingschap door aan de Rivièra, terwijl de vrouw zich intussen in Nederland bevindt. Zij wordt verteerd door schuldgevoelens, omdat ze denkt dat de vorst omwille van haar is afgetreden.

## Rolverdeling
| Acteur          | Personage                |
| --------------- | ------------------------ |
| Helen Vinson    | Gravin Xandra St. Aurion |
| Clive Brook     | Koning Regis VI          |
| Mary Carlisle   | Emily Stewart            |
| Ronald Squire   | Paul                     |
| Cecil Ramage    | John Weston              |
| Will Fyffe      | Doc Tate                 |
| Tamara Desni    | Tanya                    |
| Edmund Breon    | Dictator                 |
| Henry Oscar     | Anna                     |
| Barbara Everest | Alvin Dennis             |